# Mortemer (Oise)
Mortemer ist eine französische Gemeinde mit 220 Einwohnern (Stand: 1. Januar 2022) im Département Oise in der Region Hauts-de-France (vor 2016 Picardie). Sie gehört zum Arrondissement Compiègne und zum Kanton Estrées-Saint-Denis (bis 2015 Ressons-sur-Matz). 

## Geographie
Mortemer liegt etwa 23 Kilometer nordnordwestlich von Compiègne. Umgeben wird Mortemer von den Nachbargemeinden Rollot im Norden und Nordwesten, Hainvillers im Norden, Orvillers-Sorel im Osten, Cuvilly im Süden und Südosten, Lataule im Süden, Méry-la-Bataille im Südwesten sowie Courcelles-Epayelles im Westen.

## Bevölkerungsentwicklung
| Jahr                      | 1962 | 1968 | 1975 | 1982 | 1990 | 1999 | 2006 | 2013 |
| Einwohner                 | 174  | 151  | 125  | 127  | 155  | 176  | 179  | 212  |
| Quelle: Cassini und INSEE |      |      |      |      |      |      |      |      |

## Sehenswürdigkeiten
- Kirche Nativité-de-la-Vierge